# U-435
| U-435                                    | U-435 | U-435 |
| ---------------------------------------- | --- | --- |
|                                          | | |
|                                          | | |
| Зображення підводного човна підтипу VIIC | | |
| Під прапором                             | Третій Рейх | Третій Рейх |
| Спуск на воду                            | 30 травня 1941 року | 30 травня 1941 року |
| Сучасний статус                          | 9 липня 1943 року затоплений західніше Фігейра-да-Фош глибинними бомбами з бомбардувальника «Веллінгтон» 179-ї ескадрильї.                                | 9 липня 1943 року затоплений західніше Фігейра-да-Фош глибинними бомбами з бомбардувальника «Веллінгтон» 179-ї ескадрильї.                                |
| Проєкт                                   | | |
| Тип ПЧ                                   | Торпедний ДПЧ | Торпедний ДПЧ |
| Головний конструктор                     | F Schichau GmbH | F Schichau GmbH |
| Основні характеристики                   | | |
| Швидкість (надводна)                     | 17,7 вузла | 17,7 вузла |
| Швидкість (підводна)                     | 7,6 вузла | 7,6 вузла |
| Робоча глибина занурення                 | 100 м | 100 м |
| Гранична глибина занурення               | 230 м | 230 м |
| Автономність плавання                    | 8500 морських миль (15 700 км) на швидкості 10 вузлів (19 км/год) (у надводному положенні) 80 миль (150 км) на швидкості 4 вузли (в підводному положенні) | 8500 морських миль (15 700 км) на швидкості 10 вузлів (19 км/год) (у надводному положенні) 80 миль (150 км) на швидкості 4 вузли (в підводному положенні) |
| Екіпаж                                   | 44—60 осіб | 44—60 осіб |
| Розміри                                  | | |
| Довжина найбільша (по КВЛ)               | 67,1 м | 67,1 м |
| Ширина корпусу найб.                     | 5,5 м | 5,5 м |
| Висота                                   | 9,6 м | 9,6 м |
| Середня осадка (по КВЛ)                  | 4,74 м | 4,74 м |
| Водотоннажність надводна                 | 769 т | 769 т |
| Озброєння                                | | |
| Артилерія                                | 1 × 88-мм палубна гармата SK C/35 | 1 × 88-мм палубна гармата SK C/35 |
| Торпедно- мінне озброєння                | 4 носових і один кормовий 533-мм ТА. 14 торпед або 26 мін TMA                                                                                             | 4 носових і один кормовий 533-мм ТА. 14 торпед або 26 мін TMA                                                                                             |
| ППО                                      | 1 × 20-мм зенітна гармата C/30 | 1 × 20-мм зенітна гармата C/30 |

U-435 — німецький підводний човен типу VII C Крігсмаріне за часів Другої світової війни. Закладений 11 квітня 1941 року на верфі F Schichau GmbH у Данцігу. Спущений на воду 30 травня 1941 року, 30 серпня 1941 року корабель увійшов до складу ВМС нацистської Німеччини. Єдиним командиром човна був капітан-лейтенант Зігфрід Штрелов. 
Проходив службу у складі 5-ї та 11-ї флотилій ПЧ Крігсмаріне. Від 20 січня 1942 до загибелі 9 липня 1943 року U-435 здійснив вісім бойових походів, у яких потопив 9 суден (сумарний тоннаж 53 712 GRT), три військові кораблі (855 тонн) та одне допоміжне військове судно (2456 GRT).

## Перелік затоплених U-435 суден у бойових походах
| №                                                                    | Дата            | Назва             | Тип                                 | Належність      | Водотоннажність (брт) | Вантаж                                                                         | Конвой         | Результат та координати                                                | Наслідки атаки для екіпажу                   | Прим.                                                         |
| -------------------------------------------------------------------- | --------------- | ----------------- | ----------------------------------- | --------------- | --------------------- | ------------------------------------------------------------------------------ | -------------- | ---------------------------------------------------------------------- | -------------------------------------------- | ------------------------------------------------------------- |
| Перший похід (20.01—16.02.1942, 28 діб; Кіль—Кіркенес)               |                 |                   |                                     |                 |                       |                                                                                |                |                                                                        |                                              |                                                               |
| Другий похід (16.03—5.04.1942, 21 доба; Тронгейм—Кіркенес)           |                 |                   |                                     |                 |                       |                                                                                |                |                                                                        |                                              |                                                               |
| 1                                                                    | 30 березня 1942 | SS Effingham      | суховантажне судно                  | США             | 6421                  | 4672 тонн генерального вантажу, зокрема вибухові речовини                      | Конвой PQ 13   | потоплено 70°28′ пн. ш. 35°44′ сх. д. / 70.467° пн. ш. 35.733° сх. д.  | 43 (12 загинуло та 31 врятований)            |                                                               |
| Третій похід (7.04—26.04.1942, 20 діб; Кіркенес—Кіль)                |                 |                   |                                     |                 |                       |                                                                                |                |                                                                        |                                              |                                                               |
| 2                                                                    | 13 квітня 1942  | SS El Occidente   | суховантажне судно                  | Панама          | 6008                  | Генеральні вантажі, а також хром як баласт                                     | Конвой QP 10   | потоплено 73°28′ пн. ш. 28°30′ сх. д. / 73.467° пн. ш. 28.500° сх. д.  | 41 (загинуло 20 осіб, врятований 21)         |                                                               |
| 3                                                                    | 13 квітня 1942  | Harpalion         | суховантажне судно                  | Велика Британія | 5486                  | 600 тонн мінеральних руд (переважно марганцеві руди) як баласт                 | Конвой QP 10   | потоплено 73°33′ пн. ш. 27°19′ сх. д. / 73.550° пн. ш. 27.317° сх. д.  | 70 (загинуло 0 осіб, врятовані 70)           |                                                               |
| Четвертий похід (25.07—31.08.1942, 38 діб; Нарвік—Скьйоменфіорд)     |                 |                   |                                     |                 |                       |                                                                                |                |                                                                        |                                              |                                                               |
| П'ятий похід (16.09—28.09.1942, 13 діб; Скьйоменфіорд—Скьйоменфіорд) |                 |                   |                                     |                 |                       |                                                                                |                |                                                                        |                                              |                                                               |
| 4                                                                    | 20 вересня 1942 | «Леда»            | тральщик                            | Велика Британія | 835                   |                                                                                | Конвой QP 14   | потоплений 76°30′ пн. ш. 5°00′ сх. д. / 76.500° пн. ш. 5.000° сх. д.   | 134 (загинуло 47 осіб, врятовано 87)         |                                                               |
| 5                                                                    | 22 вересня 1942 | SS Bellingham     | суховантажне судно                  | США             | 5345                  | 6100 тонн мінеральних руд та шкура                                             | Конвой QP 14   | потоплений 71°23′ пн. ш. 11°03′ зх. д. / 71.383° пн. ш. 11.050° зх. д. | 75 (загинуло 0 осіб, врятовані 75)           |                                                               |
| 6                                                                    | 22 вересня 1942 | RFA Gray Ranger   | танкер-заправник                    | Велика Британія | 3 313                 | баласт                                                                         | Конвой QP 14   | потоплений 71°23′ пн. ш. 11°03′ зх. д. / 71.383° пн. ш. 11.050° зх. д. | 39 (загинуло 3 чоловіки, врятовані 36)       |                                                               |
| 7                                                                    | 22 вересня 1942 | Ocean Voice       | суховантажне судно                  | Велика Британія | 7 174                 | 858 кубів лісу та 1121 тонн сульфідної целюлози                                | Конвой QP 14   | потоплений 71°23′ пн. ш. 11°03′ зх. д. / 71.383° пн. ш. 11.050° зх. д. | 89 (загинуло 0 осіб, врятовані 89)           |                                                               |
| Шостий похід (30.11.1942—10.01.1943, 42 доби; Берген—Брест)          |                 |                   |                                     |                 |                       |                                                                                |                |                                                                        |                                              |                                                               |
| 8                                                                    | 29 грудня 1942  | Empire Shackleton | катапультне авіаносне торгове судно | Велика Британія | 7068                  | 2000 тонн генерального вантажу, 1000 тонн боєприпасів та літаків               | Конвой ONS 154 | потоплений 43°20′ пн. ш. 27°18′ зх. д. / 43.333° пн. ш. 27.300° зх. д. | 62 (загинуло 0 осіб, врятовані 62)           |                                                               |
| 9                                                                    | 29 грудня 1942  | Norse King        | суховантажне судно                  | Норвегія        | 5701                  | 5453 тонн вугілля                                                              | Конвой ONS 154 | потоплений 43°27′ пн. ш. 27°15′ зх. д. / 43.450° пн. ш. 27.250° зх. д. | 37 (загинуло 37 осіб, жодного вцілілого)     |                                                               |
| 10                                                                   | 30 грудня 1942  | «Фіделіті»        | допоміжне військове судно           | Велика Британія | 2 456                 |                                                                                | Конвой ONS 154 | потоплений 43°23′ пн. ш. 27°07′ зх. д. / 43.383° пн. ш. 27.117° зх. д. | 378 (загинуло 368 осіб, врятувалося лише 10) | Перевозив британських командос та 2 десантно-висадочні засоби |
| 11                                                                   | 30 грудня 1942  | HMS LCV-752       | десантно-висадочний засіб           | Велика Британія | 10                    |                                                                                | Конвой ONS 154 | потоплений 43°23′ пн. ш. 27°07′ зх. д. / 43.383° пн. ш. 27.117° зх. д. |                                              | Потоплений разом з «Фіделіті»                                 |
| 12                                                                   | 30 грудня 1942  | HMS LCV-754       | десантно-висадочний засіб           | Велика Британія | 10                    |                                                                                | Конвой ONS 154 | потоплений 43°23′ пн. ш. 27°07′ зх. д. / 43.383° пн. ш. 27.117° зх. д. |                                              | Потоплений разом з «Фіделіті»                                 |
| Сьомий похід (18.02—25.03.1943, 36 діб; Брест—Брест)                 |                 |                   |                                     |                 |                       |                                                                                |                |                                                                        |                                              |                                                               |
| 13                                                                   | 17 березня 1943 | William Eustis    | суховантажне судно                  | США             | 7 196                 | 7000 тонн цукру та 600 тонн продовольства, зокрема молока, яєць та сухофруктів | Конвой HX 229  | потоплений 50°10′ пн. ш. 35°02′ зх. д. / 50.167° пн. ш. 35.033° зх. д. | 72 (загинуло 0 осіб, врятовані 72)           |                                                               |
| Восьмий похід (20.05—09.07.1943, 51 доба; Брест—загибель)            |                 |                   |                                     |                 |                       |                                                                                |                |                                                                        |                                              |                                                               |
|                                                                      |                 |                   |                                     |                 |                       |                                                                                |                |                                                                        |                                              |                                                               |